# Zofia Kossak-Szczucka
Zofia Kossak-Szczucka, később Zofia Kossak-Szatkowska, eredeti nevén Zofia Kossak (Kośmin, 1889. augusztus 10. – Bielsko-Biała, 1968. április 9.) lengyel katolikus író és antifasiszta ellenálló, aki a második világháború alatti zsidómentő akcióiról lett híres. Ő szervezte meg a lengyel zsidók megmentéséért ügyködő Żegota nevű ellenállócsoportot. A németek 1943-ban letartóztatták és az auschwitzi koncentrációs táborba deportálták, de túlélte a háborút. Vállaltan antiszemita nézetei miatt különös ellentmondás övezi személyét.

## Élete
Gyerekkorát Volhíniában és Lublin környékén töltötte. Közlései legnagyobb részében születési dátumát 1890-re tette; korábban ismeretlen dokumentumok előkerülése után derült csak ki, hogy valójában egy évvel korábban született.
Tanulmányait először otthon végezte, majd 1906-ban tanítónőnek Varsóba szegődött. Később nagyapja, Juliusz Kossak és nagybátyja, Wojciech Kossak lengyel festők nyomdokain elindulva 1912–13-ban a varsói, majd 1913–14-ban a genfi Szépművészeti Egyetemen tanult festészetet és rajzolást, de végül az irodalmat választotta. A Czartak irodalmi csoporthoz tartozott, és főleg a katolikus sajtóba írt. 1936-ban megkapta a Lengyel Irodalmi Akadémia Arany Babér-díját.
Zofia Kossak kétszer ment férjhez; a Szczucka név első férjétől maradt rá, akivel 1915-ben kötött házasságot, és vele együtt a Lengyelország legkeletibb, Oroszországgal határos részén fekvő Volhíniában élt, ahol 1917 és 1919 között a véres parasztlázadások mellett megszenvedte a térségbe betörő bolsevikok kegyetlenkedéseit is; erre az időre teszik a zsidókkal mint a baloldali mozgalmakkal elkötelezett csoporttal szembeni kóros ellenszenvét. Férje, Stefan Szczucki 1921-es halálát követően a sziléziai Górki Wielkiében élt; második házasságát 1925-ben kötötte Zygmunt Szatkowskival.
Lengyelország német megszállása idején Kossak-Szczucka a földalatti sajtónak dolgozott: 1939 és 1941 között a Lengyelország él („Polska żyje”) című illegális újság munkatársa volt, 1941-ben pedig alapítója volt a katolikus Lengyelország Újjászületésének Frontja (Front Odrodzenia Polski) nevű szervezetnek, majd annak lapját, az Igazságot („Prawda”) szerkesztette. Az illegalitásban Weronika álnéven működött.
Annak ellenére, hogy már eleve a Gestapo látókörébe került, fokozott kockázatot vállalt azzal, hogy részt vett a zsidók megsegítésében, amelyben erkölcsi, humanitárius és hazafias indíttatások vezérelték. A németek tevékenységét ember és isten elleni támadásnak tekintette, célkitűzéseiket pedig a szabad Lengyelország eszméjének aláásásaként értékelte.

## Ellenállói tevékenysége
1942 nyarán, amikor megkezdődött a varsói gettó felszámolása, Kossak-Szczucka ötezer példányban megjelentette híressé vált felhívását („Protest!”), amelyben érzékletes szavakkal festette le a gettóba zsúfoltak életkörülményeit és a megindult deportálások rettenetes körülményeit. „Mindannyian elpusztulnak”, írta. „Gazdagok és szegények, öregek, nők, férfiak, fiatalok, csecsemők, mózeshitűek és katolikusok, akik Jézus és Mária nevével az ajkukon haldokolnak. Valamennyinek az a vétke, hogy a zsidó nép gyermekének született, amelyet Hitler megsemmisítésre ítélt.”
A világ, ahogyan Kossak-Szczucka írta, szótlanul nézte végig az eseményeket. „Nem emeli fel a hangját Anglia, sem Amerika, még az övéi minden sérelmére oly régóta érzékeny befolyásos nemzetközi zsidóság is hallgat. Hallgatnak a lengyelek is… Az elpusztuló zsidók körül a Pilátusok mossák kezeiket.” Azok, akik a gyilkosság pillanatában hallgatnak, írta, a gyilkosok cinkosaivá válnak.
Kossak-Szczucka a fellépését valláserkölcsi ügynek tekintette. „Érzéseink a zsidók iránt nem változtak”, írta. „Továbbra is Lengyelország politikai, gazdasági és eszmei ellenségeinek tekintjük őket.” De, mint mondta, ez nem mentheti fel a lengyel katolikusokat az alól, hogy szembehelyezkedjenek az országukban elkövetett bűntényekkel. „Ezt a tiltakozást megköveteli tőlünk Isten”, írta, „Isten, aki tiltja az emberölést.”
Kossak-Szczucka ugyanakkor a nemzeti becsület kérdésének is tekintette az ügyet. „Nem hisszük, hogy Lengyelország hasznot húzhatna a német kegyetlenkedésekből”, írta. „Ellenkezőleg… Tudjuk azt is, milyen mérgező a bűn vetése. Azok, akik ezt nem értik meg, azok, akik úgy gondolják, hogy egy büszke és szabad Lengyelország jövőképe összeegyeztethető felebarátaik fájdalmával, se nem katolikusok, se nem lengyelek.”
Noha Kossak-Szczucka tevékenységét többnyire azért méltatják, mert egységes frontot hozott létre a zsidók megmentésén fáradozók között, az érintettek – pártaktivistaként vagy magánszemélyként – már korábban részt vettek ebben a munkában. 1942-től kezdve céljuk az volt, hogy erőiket egyesítsék és összekapcsolják a Honi Hadsereg (Armia Krajowa) erőivel, valamint hogy támogatásokat szerezzenek a londoni emigráns lengyel kormánytól és más forrásokból.
Kossak-Szczuckát 1943-ban letartóztatták, bár a németek nem jöttek rá valódi kilétére. Előbb a hírhedt „Pawiak”-börtönbe, majd Auschwitzba szállították, ahol azonban nem a megsemmisítő táborba – ahová a deportált zsidókat küldték –, hanem az azzal szomszédos munkatáborba került. A földalatti ellenállóknak köszönhetően kiszabadult, és visszatért Varsóba. 1944 második felében részt vett a varsói felkelésben, amelyet – bár a németek kegyetlenül leverték – szintén túlélt.
A háború alatt a zsidók megmentése érdekében kifejtett tevékenységéért a jeruzsálemi Jad Vasem Intézet Világ Igaza-kitüntetést adományozott neki.

## Élete a háború után
A háború után a lengyel Vöröskereszt megbízásából Londonba utazott; Lengyelország szovjet megszállása elől menekülve végül tizenkét évet töltött Nagy-Britanniában, ahol férjével egy cornwalli farmon gazdálkodva folytatta szépírói tevékenységét.
Miután 1957-ben visszatért Lengyelországba, ismét Górki Wielkiében élt. Újságíróként elsősorban a katolikus sajtónak dolgozott; történelmi regényeinek többsége pedig – az árnyalt ábrázoláshoz való képességének, jó emberismeretének és gördülékeny elbeszélői stílusának köszönhetően – a gyerekek körében is népszerűvé vált. 1964-ben egyike volt a Harmincnégyek levele („List 34”) aláíróinak, akik a szólásszabadság megvédése érdekében tiltakozó írókhoz csatlakoztak.

## Írói munkája
Kossak-Szczuckát az egyik legjobb történelmi tárgyú lengyel regényíróként tartják számon, Henryk Sienkiewicz és Józef Ignacy Kraszewski mellett. A második világháború előtt számos történeti tárgyú könyvet írt, köztük egy négykötetes történelmi regényt a keresztes háborúkról, valamint vallási témájú műveket és egyéb gyermek- és ifjúsági irodalmat.
A háború után kiadta Az örvényből. Lágeremlékek című könyvét, amelyben auschwitzi tapasztalatait beszéli el. Későbbi munkái közül Örökség című önéletrajzi regénytrilógiája a Kossak család történetéről szól, míg Szövetség című műve bibliai témát dolgoz fel.

## Vita a személyéről
A második világháborúval foglalkozó történészek között hosszú idő óta folyik a vita Zofia Kossak-Szczucka ellentmondásos nézeteivel kapcsolatban: egyrészről lengyel katolikus nacionalistának és antiszemitának írják le, amit ő valójában soha nem tagadott. Másfelől azonban személyében annak az őszinte és mindenekelőtt szimbolikus tettnek a megtestesítőjét látják, aki felhívást intézve a lengyel nemzet lelkiismeretéhez, az életét kockáztatta azzal, hogy részt vett a lengyelországi zsidók legalább egy részének megmentésében a német halálosztók elől.
1995-ben egy levélváltás zajlott le a The New York Review of Books hasábjain, amely ezzel a témával foglalkozott. Abraham Brumberg marylandi olvasó a következőket fogalmazta meg Czesław Miłosz a lapban megjelent írására reagálva:
„Czesław Miłosz Viperák és más hüllők („Adders and Other Reptiles”) című mélyenszántó tanulmányában súlyosan félrevezetően írja le Lengyelország egyik vezető háború előtti írójának és a háború alatti Zsidómentő Tanács (Żegota) egyik alapítójának, Zofia Kossak-Szczuckának a természetét. Kossak-Szczucka nemcsak „nacionalista és katolikus” volt, hanem virulens antiszemita is. A zsidók iránt érzett undora azonban összeütközésbe került vallásos meggyőződésével, amely részvétet és könyörületességet ébresztett benne még a hitehagyottakkal szemben is. 1942 szeptemberében szenvedélyes felhívást tett közzé, amelyben felszólította a lengyeleket, hogy siessenek a zsidók megsegítésére. „Aki a gyilkosság pillanatában hallgat”, írta, „a gyilkosok cinkosává válik«. Ettől a pillanattól kezdve őt magát is tevékeny igyekezet hajtotta a Lengyelország gettóiból és falvaiból megszökött zsidók bújtatásában és megmentésében.
Számos lengyel könyv, köztük a Władysław Bartoszewski (maga is a Żegota egykori tagja) és Zofia Lewin által szerkesztett Világ Igazai: Hogyan segítették a lengyelek a zsidókat 1939 és 1945 között (»Righteous Among Nations: How Poles Helped the Jews 1939–1945”) idézi Kossak-Szczucka felhívásának szövegét, rendre kihagyva azonban egy kritikus mondatot:
„Érzéseink a zsidók iránt nem változtak. Továbbra is Lengyelország politikai, gazdasági és eszmei ellenségeinek tekintjük őket. Mi több, tisztában vagyunk azzal, hogy jobban gyűlölnek bennünket, mint a németeket, hogy saját szerencsétlenségükért minket tesznek felelőssé. Miért, milyen alapon – ez a zsidó lélek titka marad, ám ettől még nem kevésbé tény, amit újra és újra megerősítenek. Az, hogy ismerjük ezeket az érzéseket, nem ment fel bennünket a bűntény megbélyegzésének kötelessége alól.”
Jan Błoński professzor könyve, amelyre Miłosz is hivatkozik, azon kevés, holokausztról szóló lengyel munka közé tartozik, amelyek Kossak-Szczucka felhívásának teljes szövegét, és benne ezt a bántó részt is leközölték. A legtöbb könyv azonban, mint például Ruta Sakowska Emberek a lezárt kerületből (»Ludzie z dzielnicy zamkniętej«) című műve, kihagyja ezeket a sorokat. Ezek a sorok nem valamiféle hadicselt szolgáltak, hogy elérjék Kossak-Szczucka túlnyomórészt katolikus és antiszemita olvasóit, akik ismerték a háború előtti írásait. Itt egy idézet Kossak-Szczucka egyik 1936-os varsói publikációjából, amelyben az írónő nyíltan rasszista kijelentéseket tesz:
„A zsidók olyan szörnyen idegenek a számunkra, idegenek és visszataszítóak, hogy egy másik fajhoz tartoznak. Felbosszantanak bennünket, és minden jellemvonásuk sérti az érzékeinket. Keleties hevületük, okoskodó hajlamuk, jellegzetes gondolkodásmódjuk, szemük kinézete, fülük formája, ahogy a szemhéjukkal pislognak, ajkuk vonala, minden. A kevert vérű családokban a harmadik vagy a negyedik nemzedékig, vagy akár még tovább felismerhetjük ezeknek a vonásoknak a nyomait.”
Az, hogy Kossak-Szczucka hogyan egyeztette össze üdvös katolicizmusát megveszekedett antiszemitizmusával (és nem egyszerűen, mint Miłosz írta, „nacionalista elkötelezettségével”), és az is, hogy ez a nyilvánvalóan rasszista nézeteket valló nő miként tudta rászánni magát a rasszizmus áldozatainak menekítésére, olyan kérdések, amelyek nem válaszolhatók meg egyszerű magyarázatokkal. Kár, hogy Czesław Miłosz, Kelet-Európa összetett voltának egyedülállóan érzékeny ismerője, nem mérkőzött meg Zofia Kossak-Szczucka személyének bonyodalmas összetettségével.”
A levélre Czesław Miłosz az alábbi választ adta:
„Abraham Brumberg a szememre veti, hogy a cikkemben arra szorítkozom, hogy Kossak-Szczuckát a „nacionalista elkötelezettsége vezette azokhoz az ideológiai hittestvéreihez, akik a zsidókat Lengyelország ellenségének tartották”, ahelyett, hogy személyes antiszemita beállítódását hangsúlyoztam volna. A magam részéről úgy gondolom, hogy a gyűlölködő eszméknek, a nacionalista és antiszemita jobboldal esetében is, nem mindig van hatalmuk a mélyebb emberi motivációk fölött.
Jan Błoński professzor a könyvében egy egész fejezetet szentel Zofia Kossak-Szczucka antiszemitizmusának és életmentői tevékenységének. Azt írja: „Kötelességemnek érzem leszögezni, hogy Zofia Kossak-Szczucka nyomatékosan elkötelezte magát „ellenségei” megmentése ügyében, és hogy több tucat zsidó – ha nem még több – közvetlenül neki köszönhette vagy köszönheti az életét. Ekkora bátorság és önfeláldozás után minden ad personam bírálat elveszti helyénvalóságát.” Ennélfogva Błoński professzor megpróbálja elmagyarázni a tisztán személyesnél magasabb szinten azt a paradoxont, amelyben az antiszemitizmus azzal a hajlammal párosul, hogy valaki az életét kockáztassa zsidók megmentéséért. Felvázol néhány történelmi magyarázatot a lengyelek és a zsidók együttélésének hosszú történetére vonatkozóan, de alapvetően egy talánnyal találja szemben magát. Ahogyan én is, Brumberg úr pedig nem várhat tőlem többet, mint amennyit nyújthatok, hiszen itt az emberi lelkiismeret titkával van dolgunk.”

## Művei
- 1922 Tűzvész. Volhíniai emlékek 1917–1919 („Pożoga. Wspomnienia z Wołynia 1917–1919”, önéletrajzi regény)
- 1924 Beatum scelus
- 1926 A szerelemből („Z miłości”, regény)
- 1926 Az úton („Na drodze”, ifjúsági színmű két részben)
- 1926 Casper, a háziszellem kalamajkái („Kłopoty Kacperka, góreckiego skrzata”, mesekönyv)
- 1926 Casper, a háziszellem kalandjai („Przygody Kacperka, góreckiego skrzata”, mesekönyv)
- 1927 Nagyok és kicsik („Wielcy i mali”)
- 1928 Arany szabadság („Złota wolność”)
- 1929 Isten bolondjai („Szaleńcy Boży”)
- 1930 A legnicei mező („Legnickie pole”)
- 1931 A mai nap („Dzień dzisiejszy”)
- 1931 Szeretteinknek („Ku swoim”, ifjúsági regény)
- 1931 Topsy és Lupus („Topsy i Lupus”, ifjúsági regény)
- 1932 Az ismeretlen táj („Nieznany kraj”, válogatott elbeszélések)
- 1933 Szilézia történetéből („Z dziejów Śląska”)
- 1933 Zarándokúton. Élménybeszámoló („Pątniczym szlakiem. Wrażenia z pielgrzymki”)
- 1934 Keressetek barátokat („Szukajcie przyjaciół”)
- 1934 S.O.S.! (regény)
- 1935 Keresztesek („Krzyżowcy”, négykötetes történelmi regény)
- 1936 Borostyánok („Bursztyny”)
- 1936 Orbano, a fegyverkovács („Puszkarz Orbano”, történelmi regény)
- 1937 A leprás király („Król trędowaty”)
- 1937 A panasz megdicsőülése („Beatyfikacja skargi”)
- 1937 Fegyvertelenül („Bez oręża”, történelmi regény)
- 1937 Szilézia kincse („Skarb Śląski”)
- 1938 A keleti végek lengyelségének visszaállítása („Rewindykacja polskości na Kresach”)
- 1938 Jakab pálcája („Laska Jakubowa”)
- 1938 Lengyelország keresztényi hivatása egykor és ma („Chrześcijańskie posłannictwo Polski w przeszłości i dziś”)
- 1938 Vár a tó partján („Gród nad jeziorem”)
- 1939 Trembowla (történelmi regény)
- 1939 Várna („Warna”)
- 1946 Az örvényből. Lágeremlékek („Z otchłani: Wspomnienia z łagru”)
- 1948 A várva várt vendég („Gość oczekiwany”, dráma)
- 1948 Az Anya arcvonalai („Das Antlitz der Mutter”, csak német nyelv en megjelent mű)
- 1948 Dejanira ruhája („Suknia Dejaniry”)
- 1951 Szövetség („Przymierze”, bibliai regény Ábrahám pátriárkáról; angol nyelvű kiadás, lengyelül csak 1952 -ben jelent meg)
- 1953 Áldott bűn („Błogosławiona wina”)
- 1954 Vérem kelyhe („Kielich krwi”, színmű két felvonásban)
- 1955 Lengyel év: hagyomány és hit („Rok polski: obyczaj i wiara”)
- 1956 Örökség I. rész („Dziedzictwo część I”)
- 1957 A földalatti Lengyelországban: Válogatott írások az 1939–1944 közti időszakról („W Polsce Podziemnej: Wybrane pisma dotyczące lat 1939–1944”)
- 1960 Észak Trójája („Troja północy”, Zygmunt Szatkowskival közösen, történelmi regény a vendek ről)
- 1962 A hársfa alatt („Pod lipą”)
- 1963 Prométheusz és a kovácsmester („Prometeusz i garncarz”)
- 1963 Tüzes szekér („Ognisty wóz”)
- 1964 Örökség II. rész („Dziedzictwo część II”)
- 1967 Örökség III. rész („Dziedzictwo część III”)

## Fordítás
- Ez a szócikk részben vagy egészben  a   Zofia Kossak-Szczucka című angol Wikipédia-szócikk fordításán alapul.  Az eredeti cikk szerkesztőit annak laptörténete sorolja fel. Ez a jelzés csupán a megfogalmazás eredetét és a szerzői jogokat jelzi, nem szolgál a cikkben szereplő információk forrásmegjelöléseként.
- Ez a szócikk részben vagy egészben  a   Zofia Kossak-Szczucka című francia Wikipédia-szócikk fordításán alapul.  Az eredeti cikk szerkesztőit annak laptörténete sorolja fel. Ez a jelzés csupán a megfogalmazás eredetét és a szerzői jogokat jelzi, nem szolgál a cikkben szereplő információk forrásmegjelöléseként.
- Ez a szócikk részben vagy egészben  a   Zofia Kossak-Szczucka című lengyel Wikipédia-szócikk fordításán alapul.  Az eredeti cikk szerkesztőit annak laptörténete sorolja fel. Ez a jelzés csupán a megfogalmazás eredetét és a szerzői jogokat jelzi, nem szolgál a cikkben szereplő információk forrásmegjelöléseként.